# O Movimento
O Movimento é um grupo internacional de extrema direta fundada pelo americano Steve Bannon com sede transferida para Bruxelas O grupo veio para evitar as ameaças políticas à União Europeia, crescendo a reboque da crise.

## Membros
Marine Le Pen é uma das integrantes do grupo junto com o UKIP, Viktor Orbán, Trump, Geert Wilders, Eduardo Bolsonaro e Matteo Salvini. Muitos da direita europeia rejeitam a influência americana nas suas ideologias políticas em resposta a Bannon.